# 586

## Události
První zmínka o Valaších v Byzantské kronice.

## Narození
- ? – Edwin Northumbrijský, král Deiry a Bernicie, katolický světec († ? 633)

## Hlavy států
- Papež –  Pelagius II. (579–590)
- Byzantská říše –  Maurikios (582–602)
- Franská říše – Chlothar II. (584–629)
  - Orléans/Burgundsko – Guntram (561–592)
  - Mety – Childebert II. (575–595)
- Anglie
  - Wessex – Ceawlin (560–592)
  - Essex – Aescwine (527–587)
- Perská říše – Hormizd IV. (579–590)